# Fannius Caepio
Fannius Caepio (? – Kr. e. 22.) római összeesküvő, aki Aulus Terentius Varro Murena consularisszal közösen összeesküvést szőtt Augustus ellen. A cselszövést azonban felderítették, és a konspirátorokat elfogták. Fanniust Tiberius, Augustus későbbi utódja vádolta meg felségsértés vádjával (maiestas), a halálos ítéletet pedig a távollétében hozták meg. A két főszervezőt végül kivégezték.